# نعره گرگها
نعره گرگ‌ها فیلمی به کارگردانی روبرت اکهارت و نویسندگی پرویز نوری محصول سال ۱۳۴۸ است.

## بازیگران

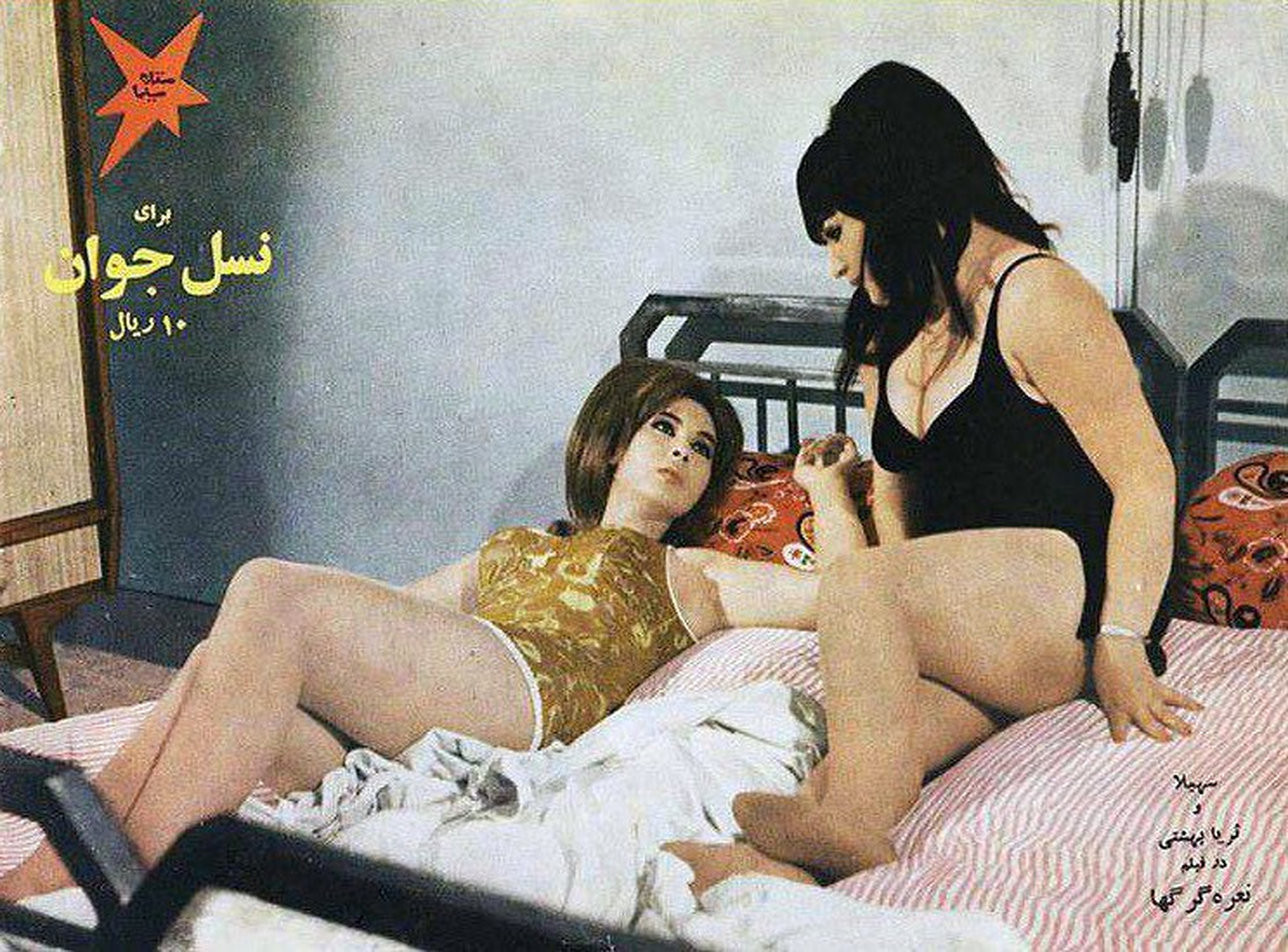
ثریا بهشتی و سهیلا در فیلم نعره گرگ‌ها

- سهیلا
- امیر جعفری
- منوچهر طایفه
- ثریا بهشتی
- هوشنگ اوج
- امیک
- محبوبه
- همایون مظاهری